# Reading between the lines
Reading between the lines, en français En lisant entre les lignes, aussi appelé l'église transparente de Looz, est une installation à Looz datant de 2011 et conçue par le duo d'architecte Gijs Van Vaerenbergh.

## Histoire
L'église transparente est située en Hesbaye dans les collines au sud de Looz, entre la ville et la chaussée Romaine, et peut être considérée comme de l'art paysager. L'ensemble est construit en lamelles horizontales d'acier Corten, reliées par des carrés soudés. L'œuvre repose sur un socle en béton dans le paysage de Looz. La forme fait référence à l'archétype de l'église d'Europe de l'Ouest.
Situé sur un sentier de randonnée, l'œuvre donne une impression étrange. Quand on s'en approche, il apparaît peu à peu que ce n'est pas une église. La construction est, par l'utilisation de lamelles horizontales, plus ou moins transparentes, d'où le nom de l’œuvre. Cette transparence est évidente si l'on entre à l'intérieur de l’œuvre.
À la mi-juin 2016, l'église transparente a été utilisée comme toile de fond pour un événement musical, Listening between the Sounds par l'ensemble vocal Florilegium. Ils y ont joué la première suite pour violoncelle seul (BWV 1007) de Jean-Sébastien Bach puis des chants grégoriens de l'école franco-flamande avec Pierre de La Rue, Arvo Pärt, et un impressionnant 4′33″ de silence de John Cage où les bras du chef d'orchestre se sont élevés, laissant l'orchestre arrêté.

## Clips
L'église transparente et l'installation de Memento par Wesley Meuris sont les lieux de tournage du clip vidéo Rise Like Lions de Diablo Boulevard. L'église transparente apparaît également dans le clip de Come Home de la chanteuse Axeela.

## Galerie

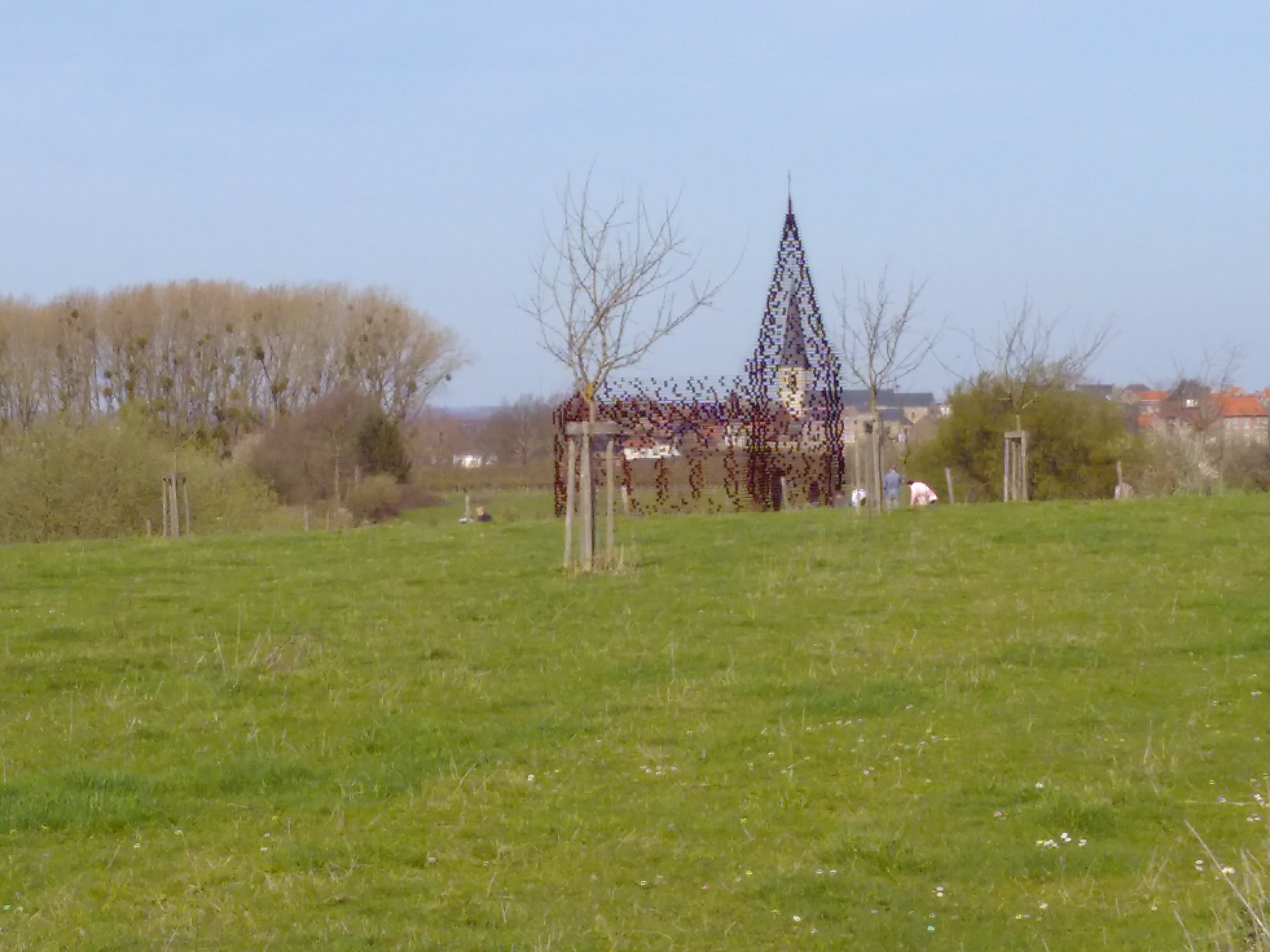
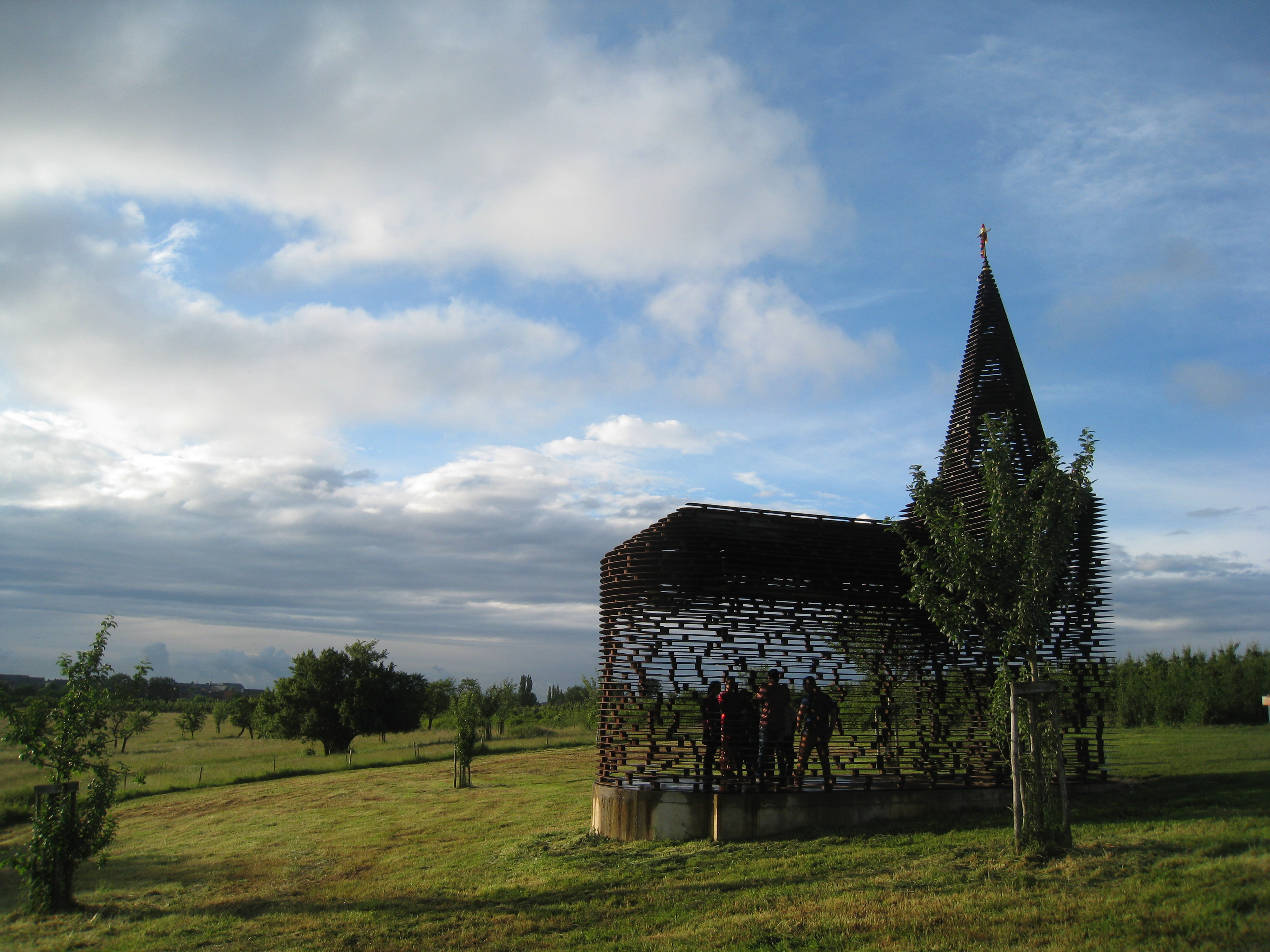
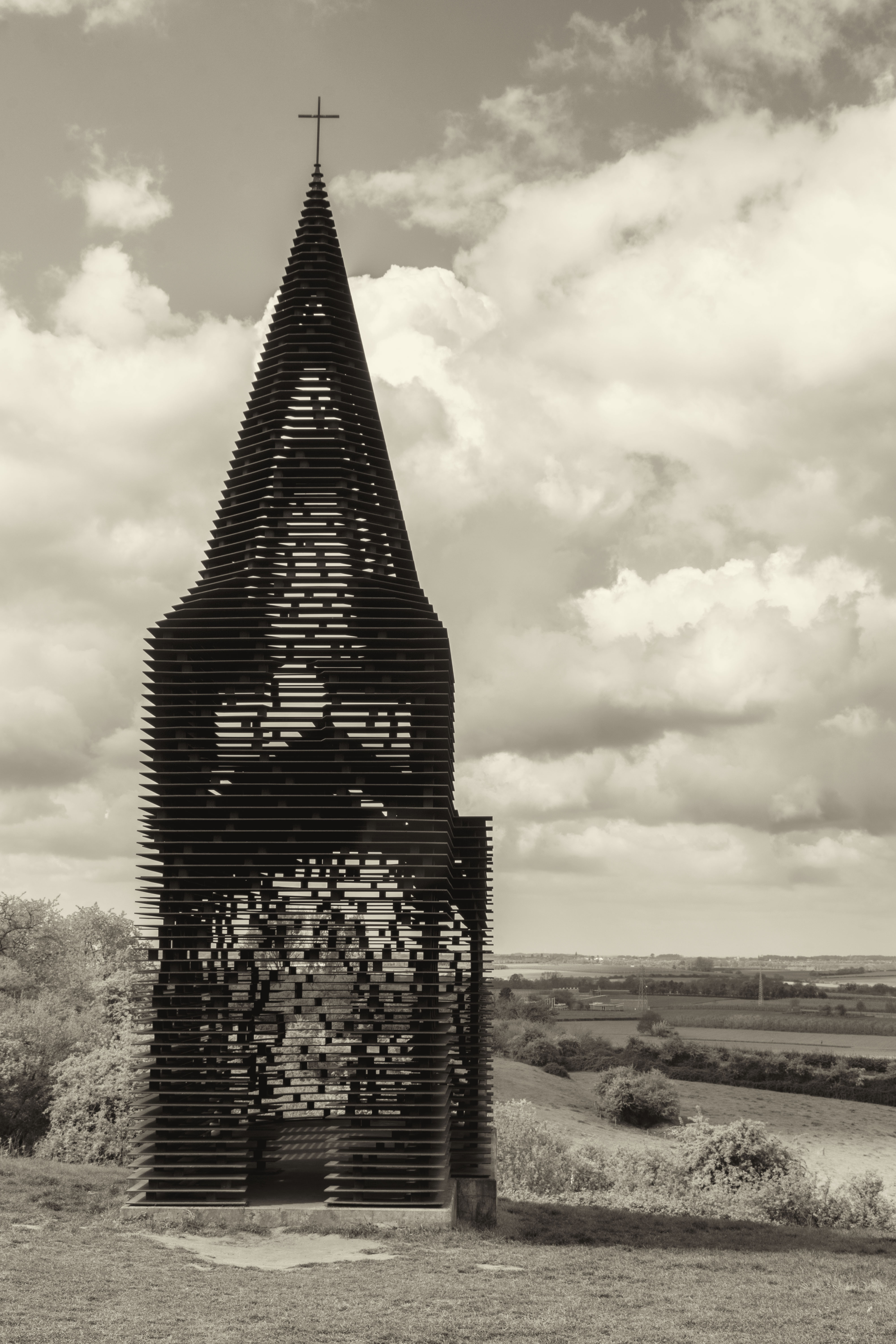
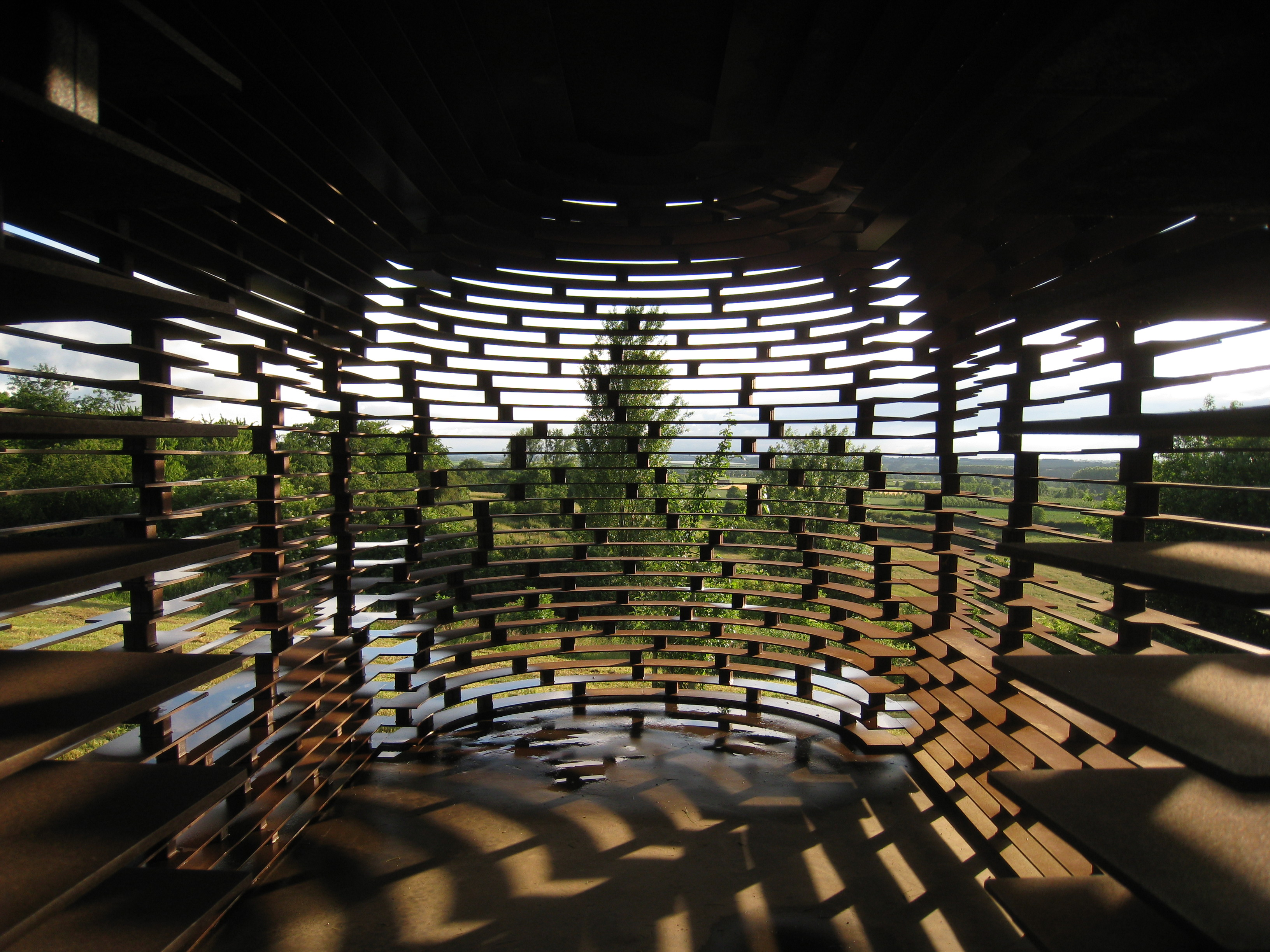
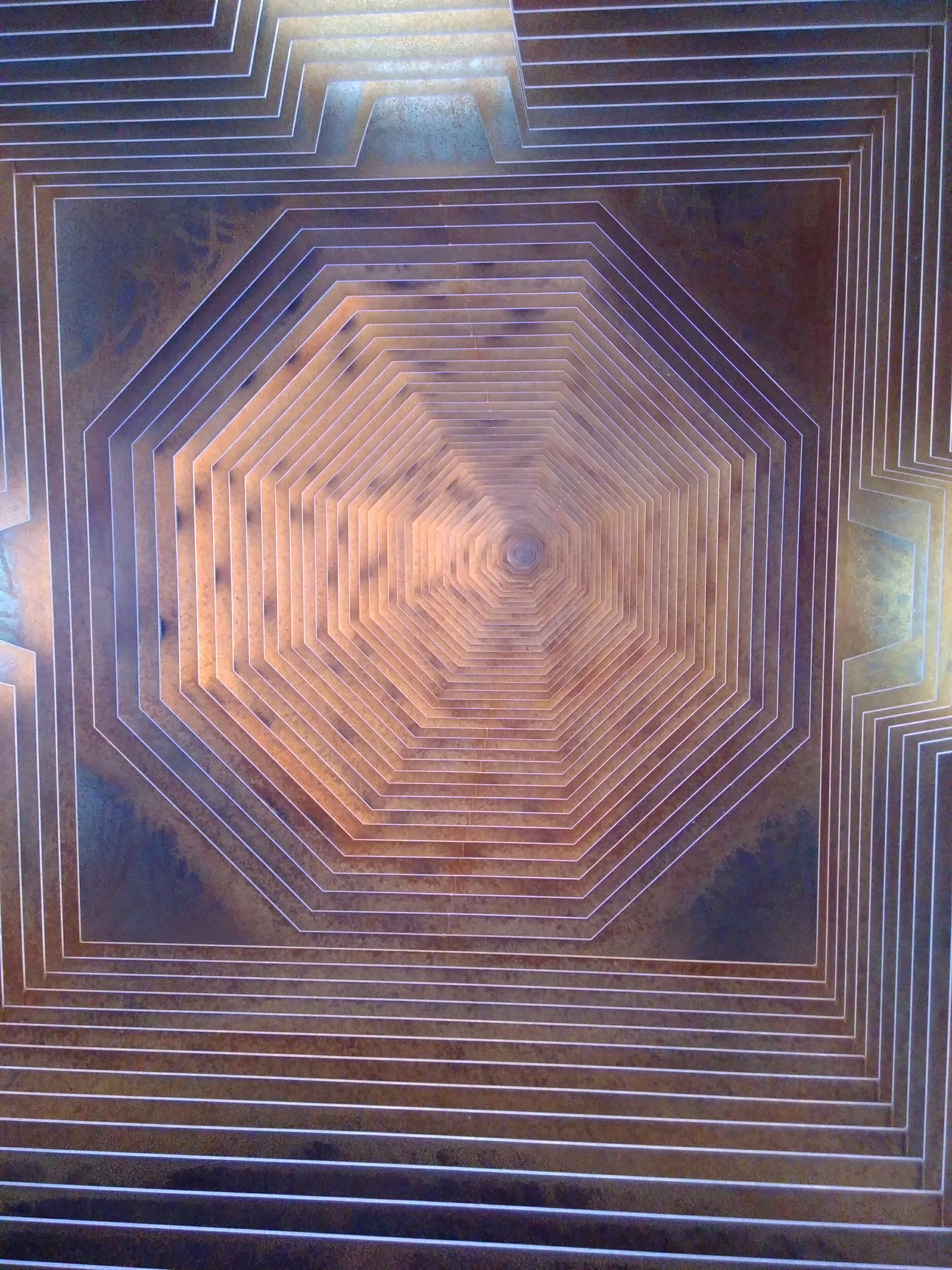